# Teresa Lewis
Teresa Lewis (26. april 1969 – 23. september 2010) var en amerikansk morder, der før sin henrettelse var den eneste kvinde, som afventede dødsstraf i den amerikanske delstat Virginia.
Teresa Lewis blev i 2002 dømt til døden for at have hyret to mænd til at dræbe sin mand og stedsøn om natten den 30. oktober 2002. I tiden op til drabene havde Lewis et forhold til den ene af drabsmændene. Begge blev idømt livstid for forbrydelsen. Det lykkedes for den ene at begå selvmord i fængslet i 2006. Derudover stod Teresa Lewis til at indkassere omkring 1,5 million kroner (250.000 amerikanske dollars) som resultat af mordene, efter at hun havde tegnet en livsforsikring på begge ofre.
I Lewis' forsøg på benådning havde forsvarsadvokaten blandt andet fremhævet, at hun med en IQ på 72 var grænsende til at være mentalt handicappet. Han mente derfor ikke, at hun kunne have udtænkt et så udspekuleret mord.

## Henrettelsen
Klokken 03:13 dansk tid den 23. september 2010 blev Lewis henrettet med dødelig indsprøjtning. Før sin død blev Lewis tilbudt et særligt sidste måltid efter eget ønske. Hun valgte en portion kylling med ærter sammen med en Dr Pepper-cola. Til dessert bad hun om budding eller kage.
Sidste gang en kvinde blev henrettet i staten Virginia var tilbage i 1912, hvor en kvinde blev dømt til dødsstraf i den elektriske stol. 
Teresa Lewis blev efter sin henrettelse den 12. kvinde, som henrettes i USA, efter at dødsstraffen blev genindført i landet i 1976 efter en pause på fire år. Det var desuden fem år siden, der sidst blev henrettet en kvinde i USA.